# Gouvernement Eduardo Dato (2)
Pour les articles homonymes, voir Gouvernement Eduardo Dato.
Royaume d'Espagne
Prieto I Prieto II
Le second gouvernement Eduardo Dato est le gouvernement du royaume d'Espagne, en fonction le 11 juin 1917 au 3 novembre 1917.

## Composition